# چوتچوال خوالور
چوتچوال خوالور (انگلیسی: Chutchawal Khawlaor؛ متولد ۱۷ ژانویه ۱۹۸۸) یک تکواندوکار تایلندی است.
خوالور همچنین داوطلب بنیاد روامکاتانیو است.